# Ramon Gastó
Ramon Gastó (Millà, Noguera, ? - València, 1348) va ser un religiós i polític català, i bisbe de València.

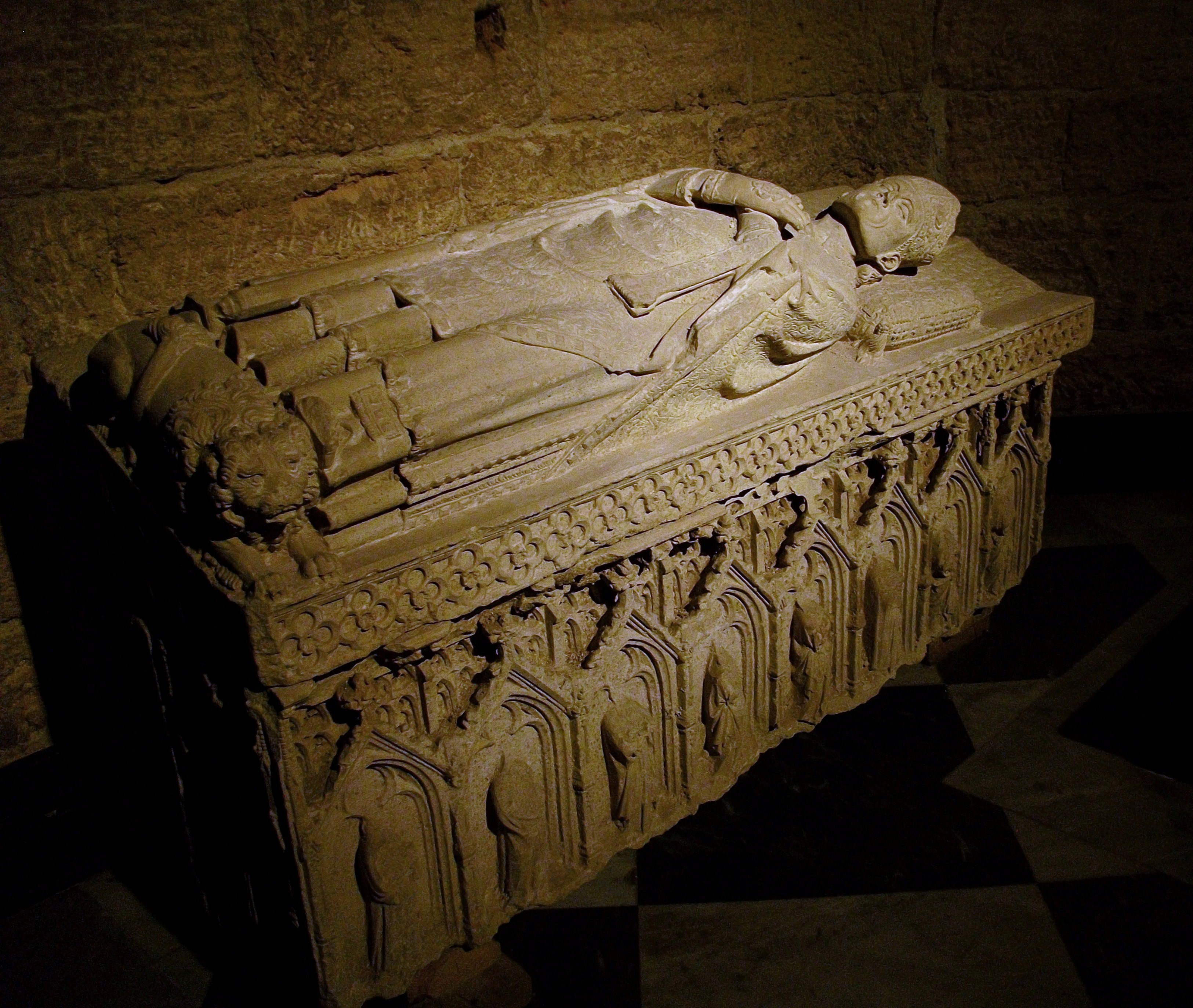
Sepulcre de Ramon Gastó a la catedral de València.

Entre els anys 1320 i 1325 va ser canceller de la Corona d'Aragó, i va formar part de la cort de Jaume II com a conseller.
Des de 1312 i fins a la seua mort en 1348 va ser el bisbe la diòcesi de València. En la seu valentina, va enfrontar-se al bisbat de Sogorb per qüestions territorials i va defensar els furs valencians davant de la cort, en 1329. Va fundar una càtedra de teologia a la capital valenciana, en 1345.